# ホグタイ
ホグタイ（Hogtie）とは、緊縛方法の一種であり、両手首および両足首を、一つにまとめて縛り上げる事を言う。なお、厳密には後ろ手のみをホグタイと言うが、場合によっては前縛りでもホグタイと言うことがある。

## 概要
ホグタイの縛り方としては、様々な方法があり、一番基本的な物ではロープを使い、後ろ手に縛り上げた後、そのまま両足を縛り上げるというものである。この場合、両手首と両足首が密着するほど縛ろうが、それなりにゆとりを持っていようが、手と足を縛っている物（この場合はロープ）が繋がっていれば、それはホグタイとなる。またロープ以外にも、拘束具や複数の手錠・足錠を使用することもある。粘着テープを使う場合もあり、これは最も安価で使用しやすいホグタイである。しかしこの場合は、手首と足首を繋いでいるのも粘着テープのため、手首足首のテープを剥がすことは困難でも、繋いでいる部分は力を込めれば引きちぎることが可能である。従って、上記のロープや手錠と併用することもある。
一風変わった方法では、脚を縛ったロープを、手と共に首に回し、逆エビ反りにされた痛み・苦しさから足を伸ばそうとすると、今度は首が絞まってしまうという責め方も存在する。いずれにせよ、趣味としてのSMの世界や、実際の事件での被害者であっても、通常の拘束よりも自由を奪われてしまうものである。